# Musée Nissim de Camondo
Musée Nissim de Camondo – muzeum non-profit położone w Hôtelu Camondo przy ulicy rue de Monceau pod numerem 63, w granicach administracyjnych 8. dzielnicy Paryża.
Posiadłość, w której znajduje się muzeum, została zbudowana w 1911 roku przez bankiera Moïse de Camondo, który w swojej kolekcji zebrał sporą liczbę XVIII-wiecznych mebli oraz zabytków. Prace przy budowie muzeum nadzorował architekt wyznaczony przez Camondo, René Sergent. Nazwa muzeum pochodzi od imienia syna Moïse, Nissima de Camondo, który zginął podczas I wojny światowej. Oficjalne otwarcie muzeum odbyło się w 1935 roku.
Obecnie muzeum oraz posiadłość, w której się znajduje, jest prywatnym domem. Do dyspozycji turystów oraz gości dostępne są trzy piętra: parter niższy (kuchnia), parter wyższy (pokój formalny) oraz pierwsze piętro.
W muzeum znajdują się meble wykonane m.in. przez  Jean-François Oebena, Jean Henri Riesenera oraz Georges'a Jacoba. Schody są ozdobione licznymi dywanami. W pokoju formalnym znajduje się spora liczba obrazów autorstwa Élisabeth Vigée-Lebrun oraz Francesco Guardiego. W kolekcji muzeum znajduje się także srebrna zastawa Orloffa, zaprojektowana przez Jacques'a-Nicolasa Roettiersa. Zastawy tej używała m.in. cesarzowa Katarzyna II. Innymi eksponatami w muzeum są rzeźby stworzone przez Jeana Houdona oraz kolekcja chińskich waz.

## Galeria

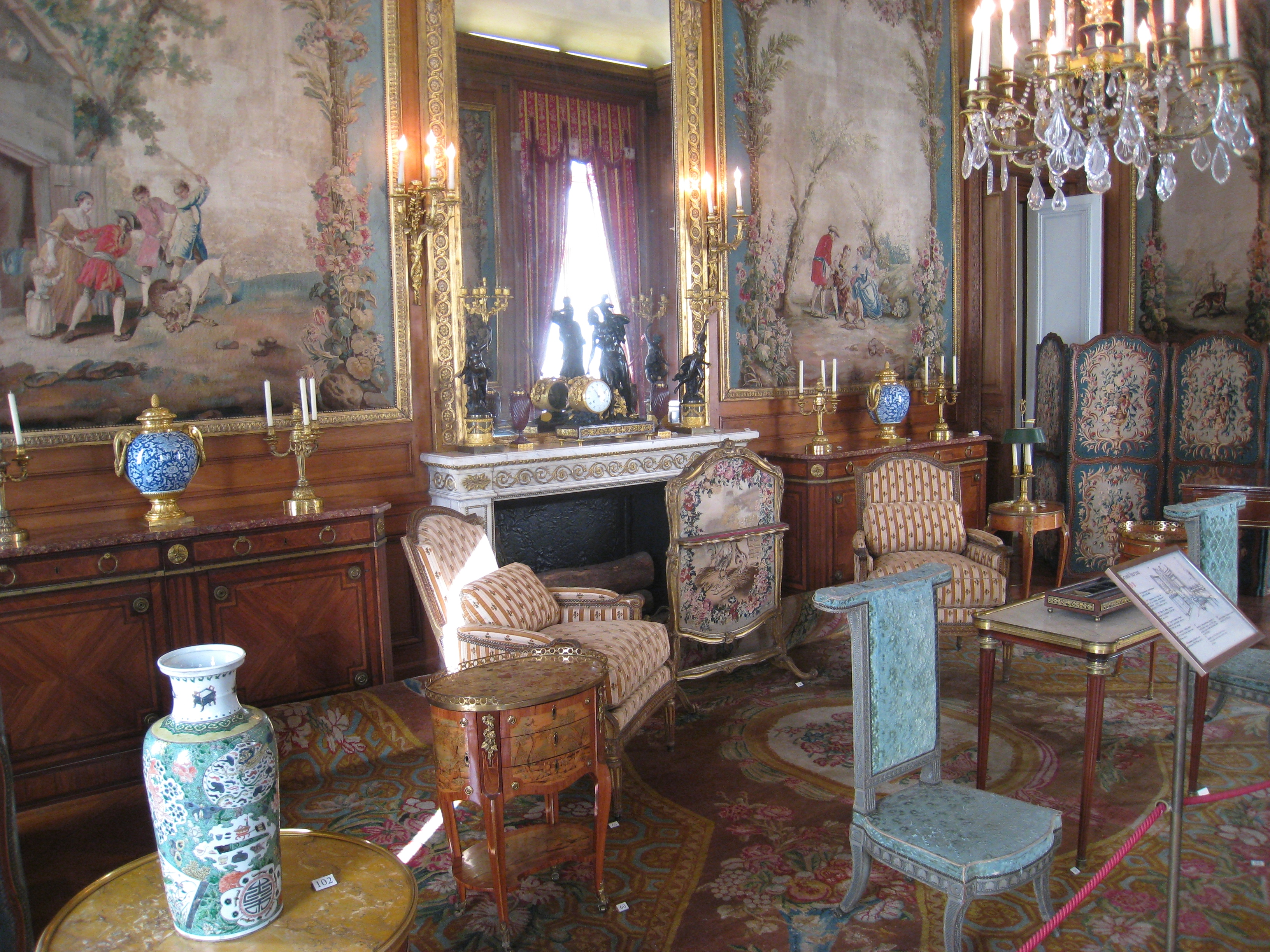
Wielki Salon
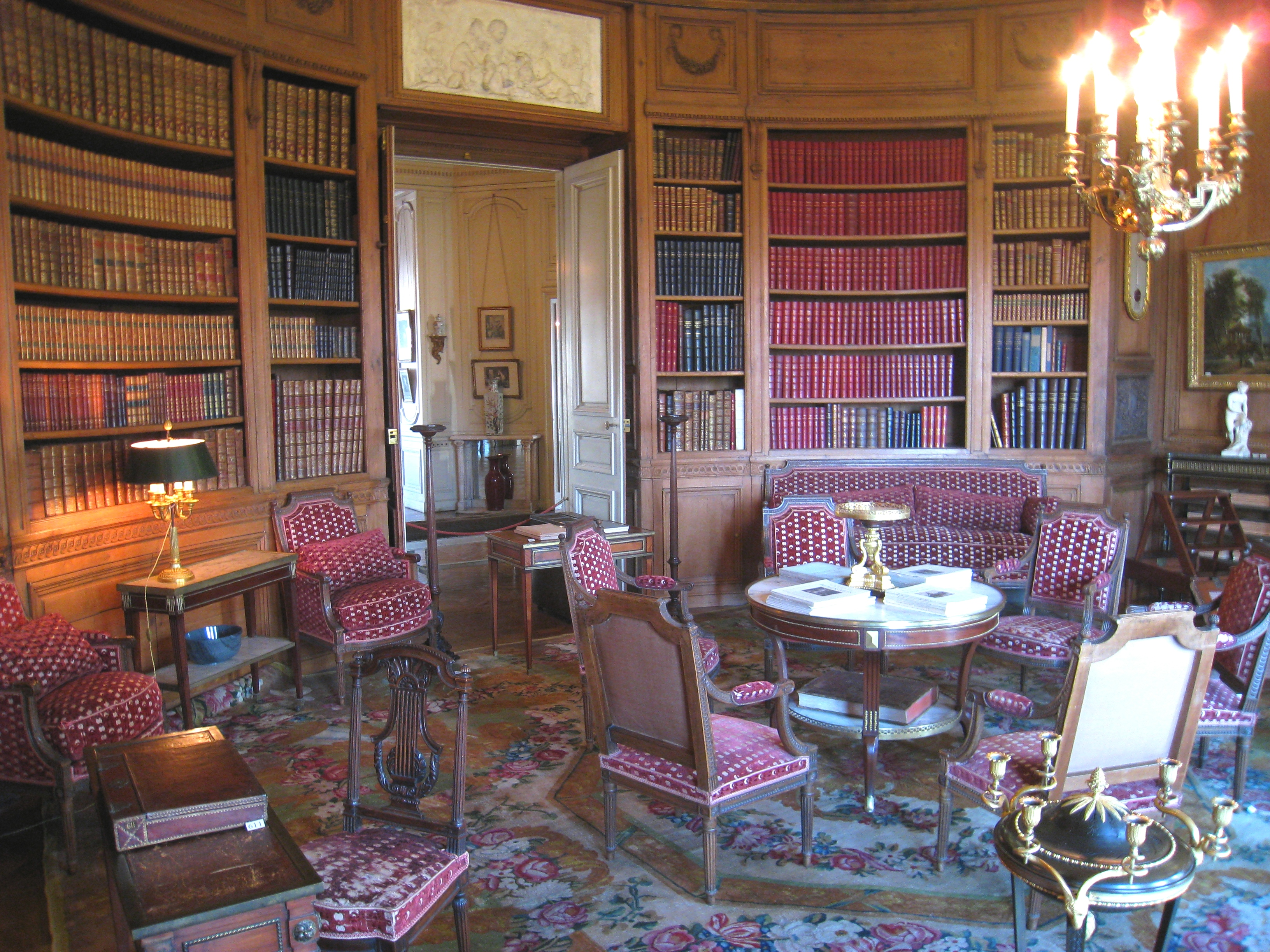
Biblioteka
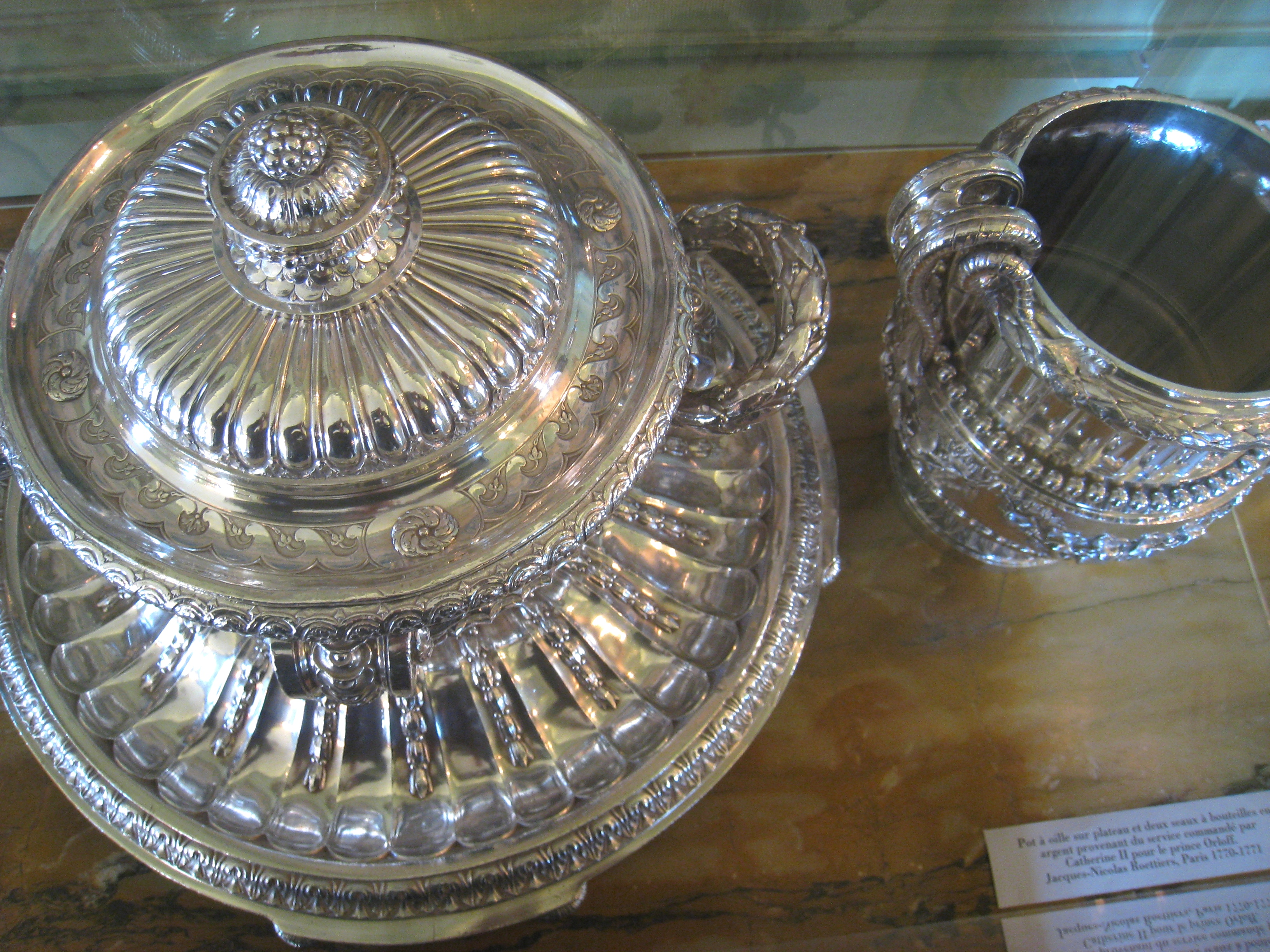
Zastawa Orloffa